# Nichel
Il nichel (o nichelio) è l'elemento chimico di numero atomico 28 e il suo simbolo è Ni. È il primo elemento del gruppo 10 del sistema periodico, facente parte del blocco d, ed è quindi un elemento di transizione. Nella vecchia nomenclatura ha costituito, insieme al ferro e al cobalto la triade del gruppo VIII del sistema periodico, detto anche gruppo del ferro; allo stato metallico condivide con essi il ferromagnetismo, sebbene meno spiccato che nel ferro. 
Il nichel è un metallo leggermente meno duro del ferro puro (4 contro 4,5 su scala Mohs) e una conducibilità elettrica lievemente inferiore, ma è molto più resistente alla corrosione. Presenta una lucentezza bianco argentea con una lieve sfumatura gialla, riscontrabile nello spettro della luce riflessa.

## Etimologia
Il termine deriva dallo svedese Nickel, diminutivo di Nikolaus, anticamente associato a persona da poco, folletto o ragazzo irrequieto, troppo pieno di vitalità. Esiste poi il derivato tedesco Kupfernickel ("rame del diavolo"), nome dato dai minatori che, cercando il rame, trovavano invece questo elemento e ne davano la colpa a un genio maligno.

## Storia
Il nichel si usa almeno dal 3500 a.C. Alcuni bronzi provenienti dalla Siria contengono fino al 2% di nichel. Inoltre esistono alcuni manoscritti cinesi che suggeriscono che il "rame bianco" (paitung) fosse in uso in Oriente fra il 1700 e il 1400 a.C. Comunque, poiché i minerali di nichel possono facilmente essere confusi con minerali di argento, l'uso consapevole del nichel in quanto tale risale all'era contemporanea.
I minerali che contengono nichel, come la niccolite o falso rame, erano apprezzati anticamente per il colore verde che conferivano al vetro. Nel 1751 il mineralogista svedese Axel Fredrik Cronstedt, tentando di estrarre rame dalla niccolite, ottenne invece un metallo bianco-argenteo che battezzò nickhel, dal tedesco Kupfernickel (falso rame) o da nickel (folletto, diavoletto).
Il nichel naturale nella sua forma elementare è stato descritto per la prima volta da Paul Ramdohr 1967 e riconosciuto dall'International Mineralogical Association (IMA) come specie minerale indipendente (numero di input interno dell'IMA: 1966-039).
La prima moneta di nichel puro venne coniata nel 1881, mentre monete in nichel-rame vennero emesse da tre sovrani del Regno indo-greco nel II secolo a.C.
La moneta statunitense detta "nichelino" a causa della particolare lega usata non è ferromagnetica, mentre l'equivalente canadese lo era fino all'anno di conio 1958 compreso.

## Caratteristiche
Il nichel è un metallo argenteo che presenta un mix di proprietà ferrose e non ferrose. Appartiene al blocco del ferro ed è duro, malleabile e duttile. Il nichel è uno dei cinque elementi ferromagnetici (temperatura di Curie = 354°C) ed è resistente alla corrosione.
Si accompagna molto spesso con il cobalto: entrambi si possono trovare nel ferro meteoritico. È assai apprezzato per le proprietà che conferisce alle leghe metalliche di cui fa parte.
Lo stato di ossidazione più comune del nichel è +2, ma sono stati osservati anche complessi di nichel in stati di ossidazione 0, +1 e +3.
L'energia di ionizzazione del nichel è di 7,640 eV e la sua affinità elettronica è pari a 1,156 eV.

## Disponibilità
L'abbondanza stimata del nichel sulla crosta terrestre è pari a circa 8,4 x 101 mg/Kg, mentre negli oceani è pari a circa 5,6 × 10-4 mg/l. Il raggio ionico del nichel divalente è simile a quello del ferro divalente e del magnesio divalente permettendo ai tre elementi di poter essere sostituiti l'uno con l'altro nei reticoli cristallini di alcuni silicati e ossidi.
La maggior parte di tutto il nichel viene estratto da due tipi di deposito minerale:
- il primo tipo è costituito da lateriti in cui i minerali principali sono limonite nichelifera [(Fe,Ni)O(OH)] e garnierite (un silicato idrato di nichel),
- il secondo tipo è costituito da depositi di solfuri di origine magmatica in cui il principale minerale è la pentlandite [(Ni,Fe)9S8].

Il nichel si trova anche nella kamacite, una lega naturale di ferro e nichel.
Le riserve maggiori di nichel sono in Australia e Nuova Caledonia e ammontano a circa il 45% delle riserve totali note.
Si stima che, a partire dalle zone emerse in cui si è osservato almeno 1% di concentrazione di nichel, le risorse di nichel disponibili siano almeno 130 milioni di tonnellate, circa il doppio delle riserve già note. Il 60% è in lateriti e il 40% in depositi di solfuri.
Nel 2011 la Russia è stato il più grande produttore di nichel con circa il 20% della produzione mondiale seguito da vicino da Canada, Australia, Indonesia e Filippine, come riportato da "US Geological Survey".

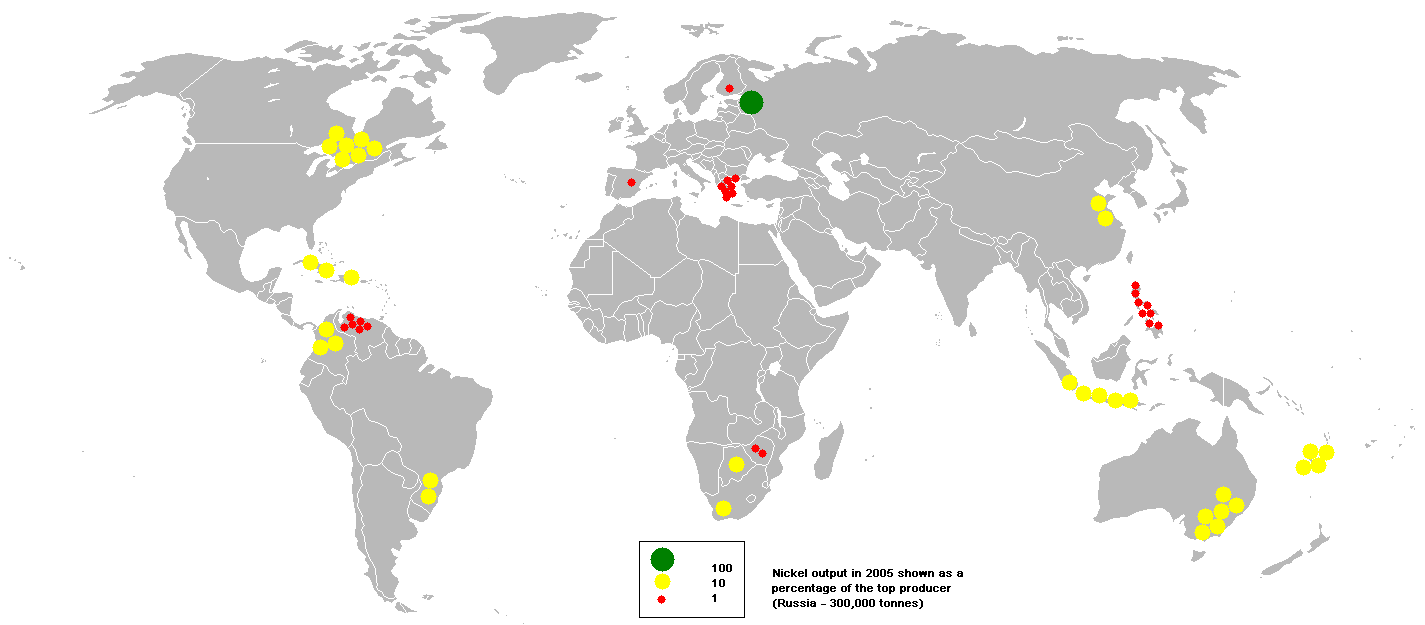
Produzione mondiale di nichel nel 2005

| I maggiori produttori di nichel nel 2019 | I maggiori produttori di nichel nel 2019 | I maggiori produttori di nichel nel 2019 |
| Posizione                                | Paese                                    | Produzione (mille tonnellate)            |
| ---------------------------------------- | ---------------------------------------- | ---------------------------------------- |
| 1                                        | Indonesia                                | 853                                      |
| 2                                        | Filippine                                | 323                                      |
| 3                                        | Russia                                   | 279                                      |
| 4                                        | Nuova Caledonia                          | 208                                      |
| 5                                        | Canada                                   | 181                                      |
| 6                                        | Australia                                | 159                                      |
| 7                                        | Cina                                     | 120                                      |
| 8                                        | Brasile                                  | 60                                       |
| 9                                        | Rep. Dominicana                          | 57                                       |

## Isotopi
Dell'elemento nichel si conoscono almeno trentuno isotopi, con numeri di massa che vanno da A = 48 ad A = 78. Tra questi, gli isotopi stabili (o almeno apparentemente stabili) del nichel esistenti in natura sono i cinque seguenti, con le loro abbondanze relative in parentesi: 58Ni (68,077%), 60Ni (26,223%), 61Ni (1,1399%), 62Ni (3,6345%) e 64Ni (0,9256%).

### Isotopi stabili
Il primo isotopo naturale del nichel e il più abbondante, il 58Ni, è osservativamente stabile; tuttavia, è teoricamente soggetto a decadimento per dare l'ultimo isotopo stabile del ferro, il 58Fe, attraverso una doppia cattura elettronica (2 ε) o anche per cattura elettronica ed emissione di positrone (ε+β+), mentre il modo di doppia emissione di positrone (2 β+) risulta proibito e l'energia di decadimento massima è pari a 1,675 MeV. Tuttavia, l'emivita stimata per questi processi è superiore a 1021 anni, un periodo di centinaia di miliardi di volte superiore all'età dell'universo, per cui questo decadimento sarebbe del tutto inavvertibile e privo di qualsiasi conseguenza da un punto di vista pratico.
60Ni è l'ultimo prodotto della catena di decadimento dell'estinto radionuclide 60Fe (emivita: 2,6 milioni di anni), attraverso l'intermedio 60Co (due successivi decadimenti β−). L'abbondanza del 60Ni presente in materiale di origine extra-terrestre può aiutare a far luce sull'origine e sulla storia del sistema solare.
61Ni è l'unico nuclide stabile del nichel ad avere spin nucleare (3/2-) non nullo, il che permette l'uso della spettroscopia Mössbauer per i composti di nichel.
62Ni, terzo per abbondanza naturale, è il nuclide che ha il primato di essere il nuclide più fortemente legato, quello cioè avente la più alta energia di legame per nucleone, che ammonta a 8,7946 MeV/nucleone, seguito in questo dal 58Fe e poi dal 56Fe.
64Ni è l'ultimo isotopo stabile del nichel e il meno abbondante. Campioni di nichel arricchito in questo isotopo vengono usati per produrre, tramite bombardamento con protoni di ~17 MeV, il radioisotopo 64Cu secondo la reazione nucleare 64Ni(p,n)64Cu, il quale ha la caratteristica inusuale di decadere sia per emissione di elettrone (β−, 61%), sia per emissione di positrone (β+, 39%). Di questo isotopo del rame si sfrutta il suo modo di decadimento β+ in applicazioni di tomografia a emissione di positroni (PET).

### Isotopi radioattivi
Del nichel sono stati inoltre prodotti artificialmente ed identificati 18 isotopi radioattivi, di cui il più longevo è 59Ni con un'emivita di 76 000 anni, seguito da 63Ni (100,1 anni) e da 56Ni (6,077 giorni). Tutti gli altri isotopi hanno un'emivita inferiore alle 60 ore e nella maggior parte di essi inferiore ai 30 secondi.
54Ni (spin 0) è un isotopo del nichel povero di neutroni che decade (T1/2 = 0,104 s) per emissione di positrone (β+) in 54Co (Q = 7,78 MeV), il quale decade a sua volta (Q = 7,22 MeV), anch'esso per emissione di positrone, per dare 54Fe, un isotopo del ferro osservativamente stabile. Il raggio quadratico medio della sua carica elettrica nucleare è stato stimato in 3,737 femtometri.
55Ni (spin 7/2-) è un isotopo del nichel, anch'esso povero di neutroni, che decade β+ (T1/2 = 204,7 ms) in 55Co (Q = 7,67 MeV), il quale decade a sua volta (Q = 7,22 MeV), anch'esso β+, per dare 55Fe, il quale decade ancora, questa volta per cattura elettronica (ε), per dare infine 55Mn, stabile.
56Ni (spin 0) viene prodotto in grandi quantità nelle supernove di tipo II; questo nuclide, nonostante sia doppiamente magico (28 protoni e 28 neutroni), è radioattivo a vita breve (T1/2 ≈ 6 giorni) e decade ε/β+ a 56Co (Q = 1,11 MeV), che poi decade anch'esso con la stessa modalità (T1/2 ≈ 77 giorni, Q = 3,54 MeV) a 56Fe, stabile. Questi processi all'interno delle stelle massive costituiscono il principale punto di arrivo della nucleosintesi che porta alla formazione della maggior parte dei nuclei di ferro nell'Universo e nel sistema solare.
57Ni (spin 3/2-) decade in modalità cattura elettronica ed emissione di positrone (ε/β+) (T1/2 = 35,6 ore; Q = 3,262 MeV), dando l'isotopo 57Fe, spin 1/2- (stabile).
59Ni (spin 3/2-) è un radionuclide di origine cosmica che decade nella quasi totalità dei casi per cattura elettronica (ε) a 59Co, stabile, Q = 1,073 MeV; nell'1,5×10−5% decade β+ dando lo stesso prodotto. Grazie al suo tempo di dimezzamento sufficientemente lungo (76 000 anni) trova impiego in geologia per eseguire datazioni; in particolare, è stato usato per datare l'età delle meteoriti e per stimare l'abbondanza di pulviscolo cosmico nei ghiacci e nei sedimenti terrestri.
63Ni (spin 1/2-) decade β− all'isotopo stabile 63Cu (T1/2 = 101,2 anni; Q = 0,06698 MeV). Questo isotopo si trova nelle strutture di supporto dei reattori nucleari in quanto si forma dal 62Ni per cattura di neutrone.
65Ni (spin 5/2-) decade β− all'isotopo stabile 65Cu (T1/2 = 2,52 ore; Q = 2,138 MeV).
66Ni (spin 1) decade β− (T1/2 = 2,280 giorni) in 66Cu (Q = 251,99 keV), il quale decade a sua volta (Q = 2,64 MeV), anch'esso β−, per dare 66Zn, stabile.

## Estrazione
La maggior parte del nichel deriva da minerali di ferro contenenti nichel e rame, come la ghiaia magnetica al nichel. Il nichel deve prima essere arricchito mediante flottazione a circa il 5% di contenuto di nichel. Quindi il minerale viene arrostito in modo simile alla produzione di rame.
In questa fase il minerale viene prima pre-torrefatto per convertire una parte del solfuro di ferro in ossido di ferro. Successivamente, vengono aggiunti silicati e coke per eliminare le scorie di ossido di ferro come silicato di ferro. Allo stesso tempo, la pietra grezza rame-nichel è formata da nichel, rame e solfuro di ferro. Poiché questo è specificamente più pesante delle scorie di silicato di ferro, le due fasi possono essere separate facilmente.
In seguito, la pietra grezza viene messa in un convertitore dove vengono aggiunti silice e ossigeno trasformando il solfuro di ferro in ossido di ferro che verrà strofinato via. Il risultato è la pietra fine rame-nichel, che comprende circa l'80% di rame e nichel e circa il 20% di zolfo.
A questo punto il nichel deve essere separato dal rame. A tale scopo, la pietra fine viene fusa con solfuro di sodio (Na2S) portando alla formazione di un doppio solfuro di fusione tra rame e solfuro di sodio. Si formano due fasi: una di doppio solfuro di rame-sodio (liquido) e una nichel solfuro. Dopo la separazione, il solfuro di nichel viene tostato in ossido di nichel e quindi ridotto in nichel con la coke.
Per recuperare il nichel puro, la pietra ottenuta è raffinata per elettrolisi in cui l'elettrolita utilizzato è una soluzione di sale di nichel. Durante il processo, il nichel e tutti i componenti meno nobili si spostano nella soluzione, metre i componenti più nobili rimangono solidi e precipitano. La purezza del nichel così ottenuto si aggira intorno al 99,9%.
Esiste inoltre un processo speciale, denominato "processo di moon", che prende il nome da Ludwig Moon il quale scoprì il tetracarbonile di nichel nel 1890. Questo processo si basa sulla formazione e decomposizione del nichel tetracarbonile. A tal fine, la pietra fine di rame-nichel viene inserita in un flusso di monossido di carbonio a 80°C che determina la formazione del tetracarbonile di nichel gassoso che viene scaricato e inviato a una camera di decomposizione calda 180°C con all'interno piccole palline di nichel. A questo punto, il nichel tetracarbonile si decompone nuovamente in nichel e monossido di carbonio. Il nichel così ottenuto è molto puro (99,9%).

## Applicazioni
Circa il 77% del nichel consumato nel mondo occidentale viene impiegato per fabbricare acciaio inox austenitico; un altro 12% viene impiegato in superleghe. Il restante 11% del fabbisogno è diviso fra altri tipi di acciaio, batterie ricaricabili, catalizzatori e altri prodotti chimici, conio, prodotti per fonderia e placcature.
Data la sua ottima resistenza all'ossidazione, il nichel è impiegato:
- nella produzione di acciaio inossidabile e altre leghe resistenti alla corrosione come Invar(R), Monel(R), Inconel(R), e Hastelloys(R);[14]
- nella produzione di acciaio al nichel, usato per impieghi a bassa temperatura;
- nella produzione di alnico, una lega usata nei magneti;[14]
- nella produzione di mumetal, che ha una permeabilità magnetica particolarmente alta e si usa per schermare campi magnetici;
- nella produzione di monel, una lega di nichel estremamente resistente alla corrosione usata per eliche di navi, attrezzature da cucina e tubature di impianti chimici industriali;
- nella produzione di leghe a memoria di forma, come il nitinol, usate in robotica e in endodonzia, un ramo dell'odontoiatria;
- nella produzione di batterie ricaricabili come le batterie al nichel-idruro metallico e al nichel-cadmio;
- nella monetazione: negli Stati Uniti e in Canada il nichel è usato nelle monete da un centesimo, in Italia le monete da 50 e 100 lire erano fatte di acmonital o di cupronichel, due leghe di nichel ed è contenuto nelle monete da 1 e 2 euro;
- nell'elettrodeposizione;[14]
- nella realizzazione di crogiuoli per laboratori chimici;
- nell'idrogenazione degli oli vegetali: il nichel finemente polverizzato è un catalizzatore;
- nel rivestimento di ferro, ottone e altri materiali metallici;[14]
- nella produzione di certe leghe, come per esempio l'argento tedesco.

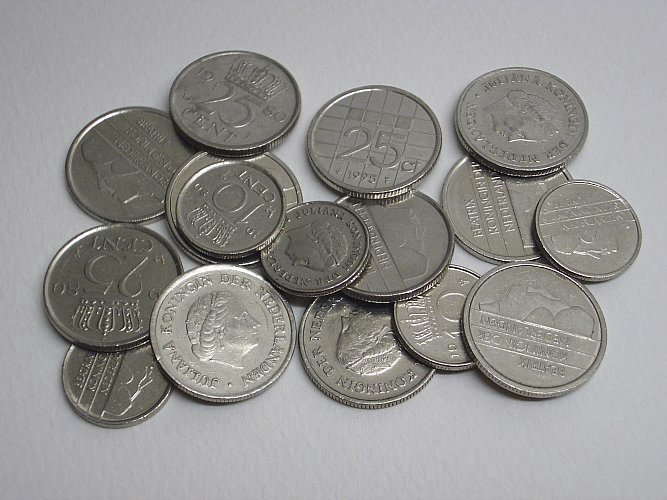
Monete (Fiorino olandese) in nichel
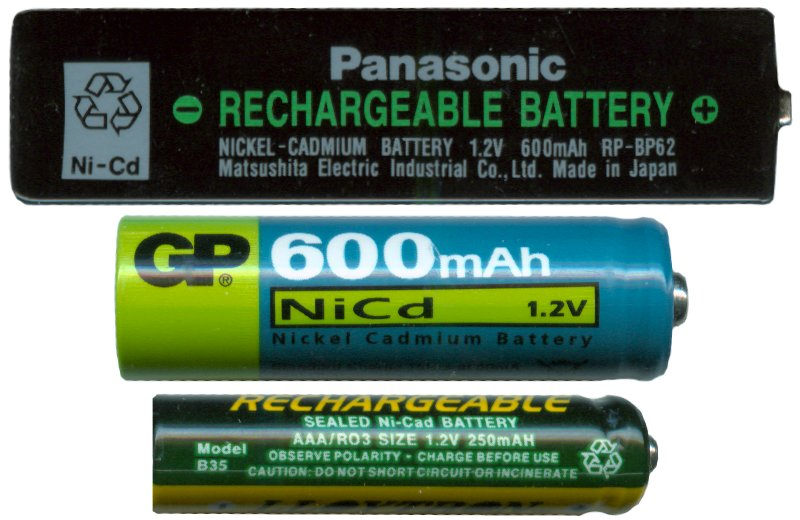
Batterie al nichel-cadmio
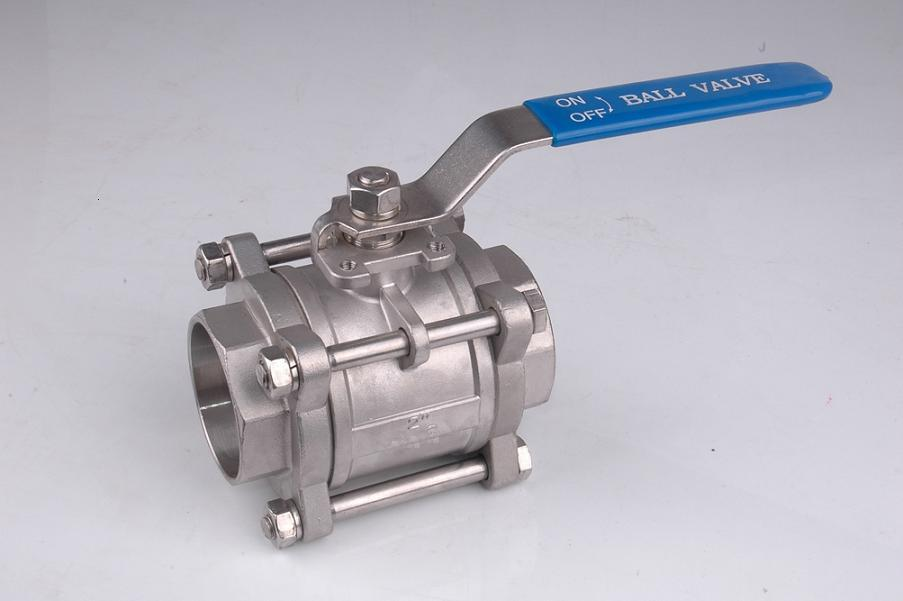
Valvola a sfera in monel
Schema di un cavo in mumetal

## Importanza biologica
Molti degli enzimi del tipo idrogenasi contengono nichel in aggiunta agli aggregati ferro-zolfo. I siti nichel in queste idrogenasi hanno il compito di ossidarsi piuttosto che di sviluppare idrogeno: pare che il sito nichel cambi il suo stato di ossidazione durante l'azione dell'enzima e sono state presentate prove a sostegno dell'ipotesi che i centri nichel siano i reali siti attivi di questa classe di enzimi.
Il Co-F430, un coenzima nichel-tetrapirrolo, è presente nella metil-CoM-riduttasi e nei batteri metanogeni. Il tetrapirrolo è un intermedio nella struttura fra porfirina e corrina. Di recente sono state osservate variazioni sia nello stato di ossidazione sia nel tipo di coordinazione del nichel all'interno di tale enzima.
Esiste anche una carbonio-monossido-deidrogenasi contenente nichel della cui struttura si sa molto poco.

## Tossicità
La principale fonte di esposizione al nichel è l'assunzione per via orale, poiché questo metallo si trova sia nel cibo sia nell'acqua ed è presente come elemento contaminante per cause antropiche. Alcuni esempi: rubinetti di nichel che contaminano le acque e il suolo, sottoprodotti industriali dell'attività di miniere e fonderie, uso di pentole e tegami in leghe di nichel, uso di piatti dipinti con vernici contenenti nichel. Altre forme di esposizione sono quelle per via aerea: aria inquinata dalle raffinerie di nichel, combustione dei carburanti fossili, fumo di tabacco. Altra via di esposizione è il contatto della pelle con gioielli, monete, shampoo e detergenti. Infine una forma meno comune di esposizione cronica è l'emodialisi, poiché tracce di ioni nichel possono essere assorbiti nel plasma a causa dell'azione chelante dell'albumina. La quantità media a cui la maggior parte delle persone è esposta non rappresenta un pericolo per la salute umana. La maggior parte del nichel assorbito quotidianamente dagli umani è rimosso per via renale ed eliminato attraverso le urine, oppure passa non modificato attraverso il tratto gastrointestinale senza essere assorbito. Il nichel non è causa di intossicazioni da accumulo, tuttavia le dosi massicce o l'esposizione cronica possono rappresentare un rischio professionale a causa della sua tossicità acuta e della sua cancerogenicità.
L'esposizione al nichel metallico e ai suoi sali solubili non dovrebbe superare (per la popolazione) il valore ematico di 13 microgrammi/litro, non esiste un (TLV-TWA); fumi e polveri di solfuro di nichel sono considerati cancerogeni; molti altri composti del nichel sono sospetti cancerogeni.
Il nichel tetracarbonile ([Ni(CO)4]) è un gas estremamente tossico la cui tossicità è la combinazione della tossicità del metallo con la tendenza del composto a dissociarsi liberando monossido di carbonio, anch'esso molto tossico.
Alcune persone possono mostrare ipersensibilità al nichel che si manifesta sulle zone della pelle esposte a esso. L'allergia al nichel è una delle cause principali della dermatite allergica da contatto. L'Unione europea regola per decreto la quantità di nichel che può essere contenuta in prodotti che sono a contatto con la pelle. Nel 2002, in un articolo della rivista Nature alcuni ricercatori hanno dimostrato che le monete da 1 e 2 euro in presenza di sudore possono rilasciare nichel eccedendo i limiti fissati dalla norma europea. Questo pare dipendere dalla corrosione prodotta dalle correnti galvaniche che si generano tra le due leghe metalliche diverse che compongono queste monete.

## Leghe di nichel
Il nichel è un elemento che presenta le seguenti caratteristiche
- elevata duttilità;
- ottima resistenza alla corrosione in ambienti ricchi di cloruri;
- ottima resistenza meccanica ad alte temperature.

Con l'aggiunta di alcuni elementi di lega è possibile enfatizzare alcune di queste proprietà. Ad esempio l'aggiunta di molibdeno e cromo aumenta la resistenza alla corrosione della lega.
Una comune applicazione delle leghe di nichel è nei materiali strutturali impiegati nella costruzione dei turbogas poiché in questi impianti coesistono condizioni molto avverse per i materiali quali: alte temperature, ambiente corrosivo e alte sollecitazioni.
Si evidenziano in particolare tre diverse leghe di nichel:
1. Nichel commercialmente puro;
2. Leghe nichel-cromo;
3. Leghe nichel-cromo-ferro.

Il nichel commercialmente puro è identificato solitamente con una numerazioni standard (Es: 200, 201, 270). Queste leghe sono induribili mediante incrudimento, a queste leghe vengono spesso aggiunti particolari alliganti quali alluminio e titanio al fine di migliorare le capacità meccaniche.
Le leghe di nichel-cromo, chiamate anche nimonic, sono costituite generalmente da circa l'80% di nichel e da circa il 20% di cromo, più piccole percentuali di altri alliganti; sono leghe con le seguenti proprietà
- Ottima resistenza alla corrosione dovuta anche alla presenza del cromo che ossidando genera una patina protettiva sulla superficie del pezzo;
- Basso carico di snervamento.

Le leghe nichel-cromo-ferro (inconel o hastelloy a seconda degli elementi di lega disciolti) sono leghe solitamente composte da circa il 70% di nichel, il 20% di cromo, il 10% di ferro più piccole percentuali di altri alliganti. Il ferro in particolare serve a sostituire il nichel che risulta essere molto più costoso. In particolare le hastelloy (forte presenza di molibdeno) risultano particolarmente efficaci nella resistenza alla corrosione.
I cupronichel sono le leghe di rame in cui il nichel è il principale elemento aggiunto. Sono caratterizzate da un'ottima resistenza alla corrosione in ambienti marini (si usano in impianti di dissalazione e condensatori marini); notevole è la resistenza meccanica, in particolare all'erosione. Le monete da 1 e 2 euro sono composte da 2 cupronichel: la lega CuNi25, bianca, formata da rame con un 25% di nichel e la lega CuZn5Ni20, detta anche ottone al nichel, gialla, formata da rame con un 5% di zinco e un 20% di nichel.